# Grönryggig sångsmyg
Grönryggig sångsmyg (Gerygone chloronota) är en fågel i familjen taggnäbbar inom ordningen tättingar.

## Utseende och läte
Grönryggig sångsmyg är en liten enfärgad fågel med tunn näbb. Ovansidan är grönbrun, undersidan mestadels smutsvit, med grå hjässa och tydligt kontrasterande vit strupe. Lätena är mer pressade än andra sångsmygar.

## Utbredning och systematik
Grönryggig sångsmyg delas in i fyra underarter med följande utbredning:
- G. c. cinereiceps – Nya Guinea
- G. c. aruensis – Aruöarna, Waigeo, Salawati och Batanta
- G. c. chloronota – Northern Territory (Arnhem Land, Melvilleön, Groote Eylandt)
- G. c. darwini – nordvästra Western Australia (Kimberley)

Underarterna cinereiceps och aruensis inkluderas ofta i nominatformen.

## Levnadssätt
Grönryggig sångsmyg hittas i olika typer av tropiska mijöer, vanligen nära vatten. Den födosöker försynt på medelhög höjd i träden.

## Status och hot
Arten har ett stort utbredningsområde, men tros minska i antal, dock inte tillräckligt kraftigt för att den ska betraktas som hotad. Internationella naturvårdsunionen IUCN listar arten som livskraftig (LC).